# 肮脏战争 (墨西哥)
墨西哥肮脏战争（西班牙語：Guerra sucia）作为冷战在墨西哥地区的延续，是1960年代至1980年代由古斯塔沃·迪亚斯·奥尔达斯、路易斯·埃切维里亚和何塞·洛佩斯·波蒂略总统领导的革命制度党（PRI）政府与左翼学生及游击队组织之间的国内冲突。在战争期间，政府军造成了人员失踪（估计有1200人）、系统性酷刑和“可能的法外处决”。
在1960年代和1970年代，墨西哥政府被说服参与1975至1978年间开展的“拦截行动”和“兀鷹行動”，其借口是打击“金三角”地区，特别是锡那罗亚州的鸦片和大麻种植业。
由何塞·埃尔南德斯·托莱多将军指挥的这次行动以失败告终，没有抓获任何大毒枭，其中却发生了许多滥用职权和镇压异见者的行为。
直到长达71年之久的的革命制度党执政期结束，比森特·福克斯于2000年上台后成立了过去的社会和政治运动特别检察官办公室（FEMOSPP），对针对政治运动的国家罪行的司法调查才开始进行。尽管揭示了许多冲突的历史，但FEMOSPP最终仍未能起诉肮脏战争的主要唆使者。
1960年代初，前学校教师热纳罗·巴斯克斯·罗哈斯和卢西奥·卡瓦尼亚斯在格雷罗山区发起了“武装叛乱”。罗哈斯（Rojas）和卡瓦尼亚斯（Cabañas）的叛乱组织会为了自身的利益共同袭击其他团体，抢劫银行、绑架勒索他人。因而无论何处发生了针对墨西哥政府或军队的袭击，墨西哥平民就会遭受军队抢劫、绑架或住宅被推平。这些事件的一起例子发生在1971年，游击队组织了三起绑架案，获得了“几百万比索”的赎金。
2019年3月，墨西哥总统安德烈斯·曼努埃尔·洛佩斯·奥夫拉多尔公布了已解散的墨西哥联邦安全局（DFS）档案，其中包含大量此前未公开的有关20世纪肮脏战争和革命制度党政府进行政治迫害的信息。洛佩斯·奥夫拉多尔说：“我们在一个限制自由、对争取社会变革者进行迫害的专制政权下生活了几十年”，并代表墨西哥政府向镇压受害者正式道歉。洛佩斯-奥夫拉多尔还表示，政府将对仍在世的镇压行动施行者采取司法行动，并承诺受害者将能够依法要求赔偿。

## 事件

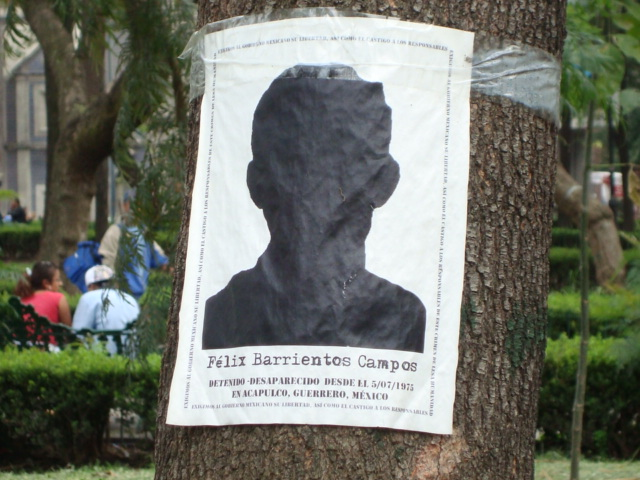
一张谴责Felix Barrientos Campos强迫失踪的海报，他于1975年7月5日在阿卡普尔科（格雷罗州）被捕，直到2010年张贴海报时仍下落不明。海报张贴在墨西哥城的阿拉米达中心公园。

这场战争以对1960年代末活跃的学生运动的一次反击为特点，这场战争最后以1968年墨西哥城学生集会上发生的特拉特洛尔科大屠杀（官方报告称30至300名学生被杀；非官方消息来源称死亡人数达数千）和1971年6月10日墨西哥城发生的另一起对学生示威者的屠杀，科珀斯克里斯蒂大屠杀告终。
在此期间，有几个基本上是独立的团体在与政府对抗。其中最重要的是“9月23日共产主义联盟”（LC23S），它活跃在墨西哥的多个城市，从基督教社会主义与马克思主义的学生组织中汲取了大量力量。他们与墨西哥安全部队发生冲突，实施了多起绑架事件，并试图绑架过总统的妹妹玛格丽塔·洛佩斯·波蒂略（Margarita López Portillo）。在格雷罗州，前教师卢西奥·卡瓦尼亚斯（Lucio Cabañas）领导的穷人党（PdlP）正在与对农村地区土地所有者有罪不罚的现象和警察的压迫行为作斗争；他们伏击了军队和安全部队，并绑架了格雷罗州的当选州长。

## 停止敌对行动
1978年，国家对左翼政党合法化，同时对被监禁和在逃的游击队员实行大赦，这使得一些战斗人员结束了与政府的激进斗争。然而某些团体仍在继续战斗，墨西哥国家人权委员会称敌对行动一直持续到1982年。
2002年6月，一份为71年来首位非革命制度党（PRI）党员的总统比森特·福克斯准备的报告详细描述了政府在1964年至1982年期间的所作所为。据BBC新闻报道，该报告称，墨西哥军队在此期间 “绑架、刑讯并杀害了数百名叛军嫌疑者”，并指控墨西哥政府犯有种族灭绝罪。墨西哥特别检察官声称该报告过于偏袒叛乱者，没有详细说明叛乱者犯下的罪行，包括绑架、抢劫银行和暗杀。然而，普遍的共识是，报告准确地评估了政府的罪责。政府非但没有确保无辜平民的安全，反而使他们成为受害者并将他们杀害。

## 游击队组织
1960 年标志着格雷罗地区恐怖十年的开始，国家慢慢开始以越来越暴力的方式对待当地的市民和农民:46。随着时间的推移，当地人民对政府行使权力和干涉他们权利的方式越来越不满，因此国家对格雷罗州采取了镇压行动，以压制各种政治改革运动。1960年代，随着民众越来越坚决地反对政府，革命制度党继续在该地区采取更多的恐怖手段。虽然这样做是为了控制民众，但不断发生的暴力事件促使许多游击队考虑拿起武器反抗革命制度党:46。
1960年代和1970年代游击队的崛起为国家集中资源镇压游击队的武装活动提供了借口。军队在墨西哥农村地区镇压反叛分子的战术臭名昭著，“死亡飞行”等做法就是从那里开始的。
格雷罗州的国家暴力时期催生了许多游击队组织。其中一个组织是受马克思主义和切·格瓦拉等人影响的穷人党（PdlP）。该组织倾向于更多地关注像格雷罗州这样的农村地区，因为他们更有可能从那的农民中获得支持。1967年阿托亚克屠杀等事件后，穷人党对富人采取了更加暴力的行动，卢西奥·卡瓦尼亚斯等领导人试图利用农民的愤怒来实现真正的革命。
20世纪六七十年代，穷人党因绑架革命制度党著名领导人鲁本·菲盖罗亚（Ruben Figueroa）等行为而备受全国关注。虽然这一行为鼓舞了受政府压迫的人们，但这也标志着该组织的衰落，因为政府开始将更多资源放在消灭这一游击队组织上。1974年12月2日，军队找到并杀害了卡瓦尼亚斯，以试图让他的运动分崩离析。另一位由学校教师转为革命者的热纳罗·巴斯克斯·罗哈斯成立了民族革命公民协会（ACNR），作为对政府在格雷罗州暴行的回应。这两位领导人和他们的运动是这场反对腐败政府的社会斗争的武装阶段，这场斗争在这两位领导人去世后仍将持续很长时间:42。

## 酷刑
酷刑是革命制度党统治下国家用来镇压众多游击队和持不同政见者的手段之一。虽然在这一时期，酷刑在许多国家都是非法的，但冷战后兴起的众多独裁政权却将其运用得炉火纯青。墨西哥政府利用酷刑从被捕的反叛分子和游击队员那里获取有关袭击和计划的情报。酷刑在许多秘密拘留中心实施，游击队员在到达合法监狱之前先被送往这些拘留中心，这样国家的活动就不会被外界知晓。女囚遭看守性侵更是常见。这一点，再加上其他形式的基于性别的身体和心理侵犯，使一些人认为，国家采用这种形式的基于性别的管控是试图阻止妇女违反政权的社会和政治规范。
1968年学生起义后，对政治犯的拘留和折磨变得更加系统化，因为国家认为必须采取高压手段来应对动乱。这一阶段对持不同理想群体的公开暴力镇压与南锥体国家（如阿根廷）的政权相似。

## 影响
虽然墨西哥的肮脏战争已经结束多年，但由于其整个过程都难以捉摸，人们对这场战争的受害者人数知之甚少。造成这一问题的部分原因是，由于没有一个大规模的真相委员会来将犯罪者绳之以法并为受害者家属提供讨回公道，墨西哥在这场战争中从未有过“皮诺切特时刻”:207。自2000年代初开始，非政府组织在当地开展了一些调查，对战争的战术和动态以及犯罪的规模提供了一些见解。墨西哥失踪、拘留和侵犯人权行为受害者亲属协会（AFADEM）开展的一项调查记录了1970年代仅在阿托亚克市就有470多人在国家军队手中失踪。另一个问题是，2006年卡里略·普列托（Carrillo Prieto）的报告记录了革命制度党政权犯下的一些暴行，但该报告发表后缺乏回应。尽管有证据表明存在大量侵犯人权的罪行，前总统埃切维里亚和其他几位革命制度党官员的案件还是被驳回，重新成为了自由人:207。政府未能解决过去的这些问题，有时在墨西哥造成了紧张局势，因为公民对一个不解决旧政权及其恐怖统治的国家产生了不信任。

## 相关阅读
- Aviña, Alexander. "A War Against Poor People: Dirty Wars and Drug Wars in 1970s Mexico". In Pensado, Jaime M. and Enrique C. Ochoa. Mexico Beyond 1968, pp.134-152.
- Herrera Calderón, Fernando. "Working-Class Heroes: Barrio Consciousness, Student Power, and the Mexican Dirty War". In Pensado, Jaime M. and Enrique C. Ochoa. Mexico Beyond 1968, pp. 155-174.
- Herrera Calderón, Fernando and Adela Cedillo. Challenging Authoritarianism in Mexico: Revolutionary Struggles and the Dirty War, 1964-1982. Routledge 2012.
- McCormick, Gladys I. "Torture and the Making of a Subversive During Mexico's Dirty War". In Pensado, Jaime M. and Enrique C. Ochoa. Mexico Beyond 1968, pp. 254-272.
- McCormick, Gladys I. "The Last Door: Political Prisoners and the Use of Torture in Mexico's Dirty War". The Americas 74, no. 1 (Jan. 2017): 57-81.
- Pansters, Wil G. "Zones and Languages of State-Making: From Pax Priista to Dirty War". In Pensado, Jaime M. and Enrique C. Ochoa. Mexico Beyond 1968, pp. 33-50.
- Pansters, Wil G. ed. Violence, Coercion, and State-Making in Twentieth-Century Mexico: The Other Half of the Centaur. Stanford: Stanford University Press 2013.
- Pensado, Jaime M. and Enrique C. Ochoa. Mexico Beyond 1968: Revolutionaries, Radicals, and Repression during the Global Sixties and Subversive Seventies. Tucson: University of Arizona Press 2018. ISBN 978-0-8165-3842-3
- Ulloa Bornemann, Alberto, and Arthur Schmidt. Surviving Mexico's Dirty War: A Political Prisoner's Memoir. Philadelphia: Temple University Press 2007.